# 畠山時国
畠山 時国（はたけやま ときくに）は、鎌倉時代の武将。美濃国仲北庄および鶴山郷の地頭だった。

## 生涯
畠山泰国の長男・国氏の改名後の名とする説もある。『吾妻鏡』によれば父泰国も時国（同史料では国氏）も、将軍家の供奉人・近習・随兵としての役目や、在関東の御家人としての造営役の負担などの御家人役にその活動は留まっていたらしく、得宗家等の有力者との関係は見出せず、また鎌倉幕府の中枢に配された様子も窺われない。ただし、足利氏の庶流ではあっても、時国のころの畠山氏は足利宗家からは一応独立した御家人の地位にあったと考えられている。北条義時の姪を祖母とする時国のその家格は武家儀礼の実態から判断して、他の北条庶流一門の当主の扱いに準じていたとされる。
長男高国の系統は後の奥州畠山氏、次男貞国の系統は後の河内畠山氏となり室町時代には三管領の一家となる。